# Bandera de Sèrbia
La bandera de Sèrbia és l'emblema nacional de Sèrbia. Està formada per tres franges horitzontals, corresponents als colors del paneslavisme: vermell a la part superior, blau al centre, i blanc a la part inferior.
La bandera sèrbia, en realitat, és la bandera russa invertida. Abans del Primer Aixecament Serbi contra els turcs, una delegació de Sèrbia viatjà a Rússia buscant suport. L'Imperi Rus va concedir l'ajuda i la delegació va voler mostrar el seu reconeixement demanant poder utilitzar els colors russos com a bandera militar sèrbia a les batalles. A partir d'aquest punt, hom explica dues llegendes diferents: segons la primera versió, Rússia aprovà l'ús, però la delegació oblidà l'ordre en què es disposaven les tres franges. La segona versió afirma que Rússia no va aprovar aquest ús, però Sèrbia va emprar-la igualment però invertida per tal de molestar als russos.
En l'ús oficial, a les tres franges se sobreposa l'escut de Sèrbia, situat a la meitat més propera al pal. En l'ús no oficial, amb freqüència la bandera no mostra aquest escut, o bé té únicament el símbol principal, la creu de Sèrbia.

## Banderes històriques
A banda de l'actual, Sèrbia ha fet servir al llarg de la seva història altres banderes diferents, com són les recollides a continuació:

Bandera del Regne de Sèrbia (1882-1918)
Bandera del Regne de Iugoslàvia (1918-1945)
Bandera de la Sèrbia de Nedić (1941-1944)
Bandera de Sèrbia a la República Federal Popular de Iugoslàvia (1945-1991)
Bandera de la República Federal de Iugoslàvia i Sèrbia i Montenegro (1991-2006)

## Altres banderes

Bandera de la regió autònoma de Voivodina.
Bandera de l'exèrcit serbi (revers).
Estendard presidencial